# عصابة الثالوث الصيني
عصابة الثالوث الصينية (三合會)، مافيا صينية تدير عمليات الجريمة المنظمة داخل وخارج الحدود الصينية، اتخذت المنظمة الصين الكبرى مقرا لها ولها نقاط استيطانية قوية في دول مختلفة بها جالية كبيرة من المغتربين الصينيين. لا علاقة لها بجمعيات الثالوث الأصلي السرية التي أنشئت في نهاية القرن السابع عشر في الصين القارية القديمة، من طرف رهبان دير شاولين لمعارضة سلالة مانشو في تشينغ.
تختلف منظمة ثالوث هونج كونغ عن باقي منظمات الصين الإجرامية. في الصين القديمة، كان الثالوث أحد المجتمعات الثلاثة السرية أسس في ماكاو، هونج كونغ، تايوان والمجتمعات الصينية خارج البلاد وعرف باسم المنظمات الإجرامية الصينية الرئيسية. تكونت المنظمة من قسمين رئيسيين هما قوى الظلام (مجموعة غير منظمة) والمجتمعات السوداء (مجموعة أكثر تنظيما). تتميز مجموعة المجتمعات السوداء عن نظيرتها القوى المظلمة بقدرتها على بسط سيطرتها غير القانونية على الأسواق المحلية، تحت حماية عناصر الشرطة.
يشير ثالوث هونغ كونغ حاليا إلى المنظمات الإجرامية التقليدية التي تعمل أو تنشأ من هونغ كونغ أو ماكاو أو تايوان أو دول ومناطق جنوب شرق آسيا، في حين تُعرف مجموعات الجريمة المنظمة في الصين القارية باسم «الجماعات الإجرامية الصينية الرئيسية».

## أصل الكلمة
وفقا لقاموس أكسفورد الإنجليزي، فإن كلمة triad وتعني ثلاثي أو ثالوث أو جمعية الاتحاد الثلاثي باللغة العربية هي ترجمة المصطلح الصيني 三合會، وتشير إلى اتحاد السماء، والأرض، والإنسانية. تذكر نظرية أخرى أن كلمة ثالوث صاغتها السلطات البريطانية المستمعرة في هونغ كونغ البريطانية كإشارة إلى الصور المثلثة التي تتخذها العصابة رمزا لها.
يرى البعض أن منظمات الثالوث كانت في الأصل جزءا من حركات ثورية مثل ثورة اللوتس الأبيض وتمرد تايبينغ، وثورة الملاكمين ومجتمع السماء والأرض.
لا يصح استخدام كلمة ثلاثيات لجميع المنظمات الإجرامية الصينية، حيث تتميز المجموعات الثلاثية بصفات جغرافية، وعرقية، وثقافية وهيكلية دقيقة.
توصف جماعات الجريمة المنظمة التقليدية القادمة من هونغ كونغ وماكاو وتايوان بالثلاثيات، أما المنظمات الإجرامية المسيطرة على البر الرئيسي للصين أو التي تنشأ منها فتسمى بالجماعات الإجرامية الصينية أو المجتمعات السوداء.
ساهمت سنوات من القمع في تقليل أعداد عناصر منظمة الثلاثيات المشاركين في أنشطة غير قانونية. يعتبر أعضاء المنظمة في هونغ كونغ أقل انخراطا في النشاط الإجرامي التقليدي وأكثر انخراطا في جرائم ذوي الياقات البيضاء. تذكر بعض الشائعات هجرة بعض عناصر المنظمة إلى الولايات المتحدة وتجمع كل المجموعات والفصائل حولهم وتحت مجموعة واحدة كبيرة وحل المشاكل مع المنافسين والجماعات مثل يونيتد بامبو و14 كيه.

## التاريخ

### الأصل
كانت الثلاثيات، منظمة إجرامية سرية مقرها الصين يمكن اعتبارها حاليا ناديا سريا، فرعا لجمعية هونغ السرية. في البداية، لم يكن المجتمع متماسكا، أصبح فيما بعد منظمة إجرامية عرف باسم الثالوث وعصابة تشينغ.
في عام 1949، بعد تأسيس جمهورية الصين الشعبية، قمعت الجمعيات السرية في الصين القارية بأمر من ماو تسي تونغ. نتيجة انتشار تلك الحملات، انتقلت معظم الجمعيات السرية الصينية مثل الثلاثيات وعصابة تشينغ إلى هونغ كونغ البريطانية، وتايوان، وجنوب شرق آسيا ودول ما وراء البحار خاصة الولايات المتحدة الأمريكية.
تنافست الثلاثيات مع العصابات المحلية والجمعيات السرية الصينية الأخرى في بسط مناطق السيطرة خصوصا بعد اتجاه العصابات المحلية والجمعيات السرية إلى تجارة المخدرات والإبتزاز للحصول على الأموال.

### القرن الثامن عشر
في ستينيات القرن الثامن عشر، تأسست جمعية السماء والأرض (天地會) كمنظمة أخوية. مع توسع تأثير المجتمع في جميع أنحاء الصين، تشعبت إلى عدة مجموعات أصغر بأسماء مختلفة، منها جمعية التناغم الثلاثية (三合會). اختارت تلك المنظمات المثلث شعارا لها، وعادة ما تكون مصحوبة بصور زخرفية للسيوف أو صور كوان يو (关羽).

### القرن التاسع عشر
لم يكن وضع منظمة الثلاثيات قانونيا في هونغ كونغ البريطانية حيث اعتبرها البريطانيون تشكيلا إجراميا خطيرا وشنت عليهم حملات اعتقال وسجن وفقا للقانون البريطاني.
في القرن التاسع عشر، كسبت الجمعيات شهرة كبيرة نتيجة مساعدتها المهاجرين الصينين على الاستقرار في البلاد الجديدة. مع بداية تسعينيات القرن التاسع عشر، حظرت الحكومة البريطانية في سنغافورة الجمعيات السرية ليبدأ عدد أعضاءها وتأثيرها بالتناقص بعد ملاحقة الحكام والقادة الاستعماريين لهم. حظرت أيضا تجارة الأفيون وبيوت الدعارة وشجعت المهاجرين على طلب المساعدة من الكونغسي المحلي بدلا من اللجوء إلى الجمعيات السرية. ساهمت تلك القوانين في ضبط المجتمع.

### القرن العشرين

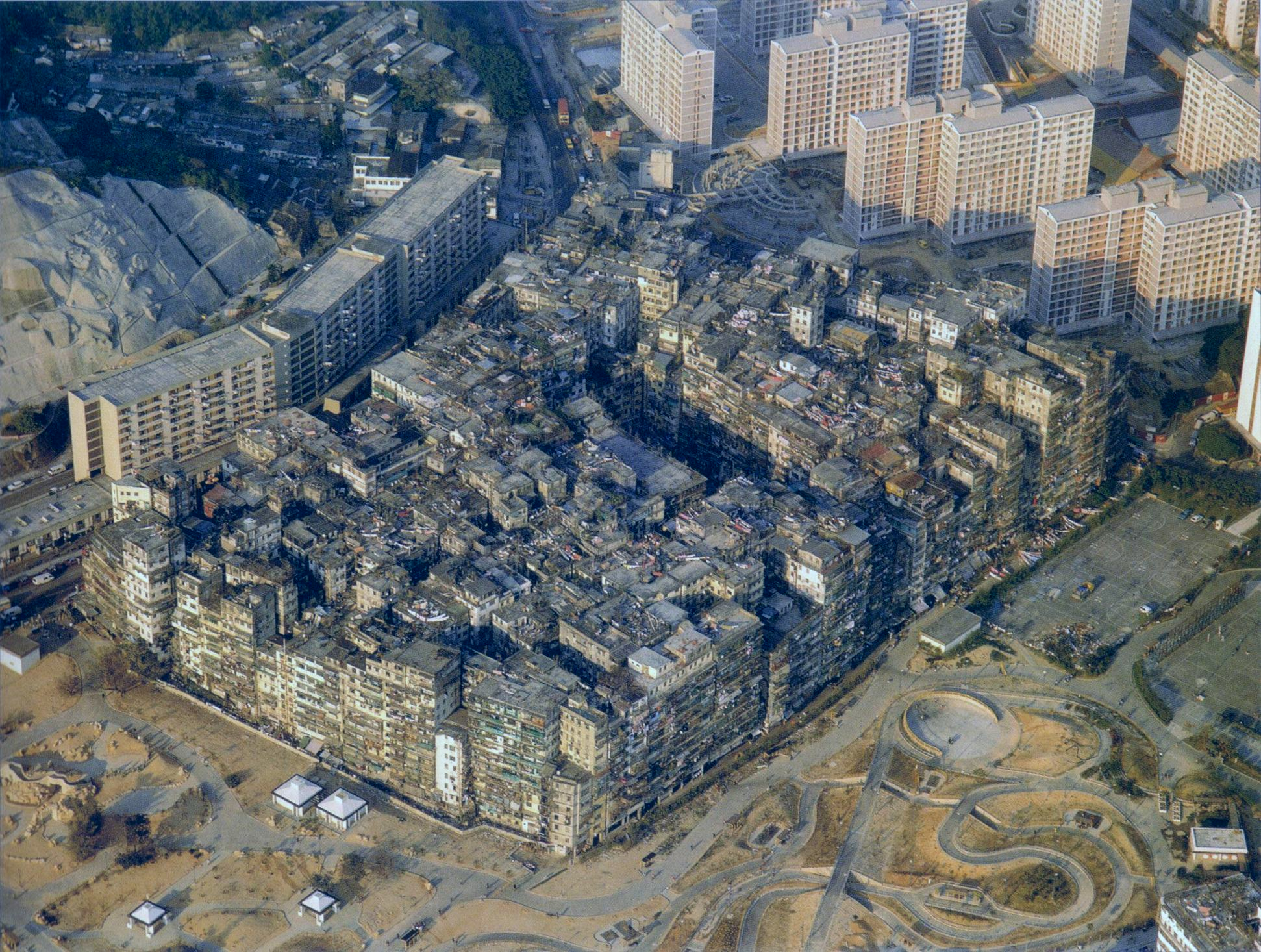
في الفترة ما بين خمسينيات إلى سبعينيات القرن الماضي، سيطرت منظمة الثلاثيات المحلية إلى على قلعة كولون في هونغ كونغ البريطانية.

بعد الحرب العالمية الثانية، شهدت المجتمعات السرية انبعاثا جديدا حيث استغل أفراد العصابات حالة انعدام اليقين وتنامي المشاعر المعادية وكراهية الاحتلال البريطاني. أشتهرت بعض المنظمات الصينية مثل منظمة القرى الجديدة في كوالالمبور وبوكيت هو سوي في سنغافورة بأعمال العنف.
عندما وصل الحزب الشيوعي الصيني إلى السلطة في الصين القارية في عام 1949، أصبح تطبيق القانون أكثر صرامة وأجبرت المنظمات الإجرامية الثلاثيات على الهجرة إلى هونغ كونغ البريطانية.
عاش ما يقرب من 300,000 من أعضاء الثلاثيات في هونغ كونغ خلال خمسينيات القرن الماضي. وفقا لجامعة هونغ كونغ، أنشئت ما يقرب من 300 منظمة في الإقليم بين عامي 1914 وعام 1939، نقص العدد إلى حوالي 50 منظمة منها 14 تحت مراقبة الشرطة منهم 9 منظمات رئيسية تعمل في هونغ كونغ. حصلت كل منظمة على منطقة حسب العرق والموقع الجغرافي، من ضمن الثلاثيات منظمة وو هوب تو، ومنظمة وو شينج وو، ورونج، وتونج، وتشون، وتشينج، وصن يي أون، و 14 كيه وليون. لكل منظمة منهم مقر وجمعيات فرعية وصورة عامة.
بعد أعمال شغب عام 1956، فرضت حكومة هونغ كونغ تطبيقا أكثر صرامة لتقليل نشاط المنظمات الإجرامية.

## القرن الحادي والعشرون
في 18 يناير 2018، ألقت الشرطة الإيطالية القبض على 33 شخصا على صلة بثلاثي صيني يعمل في أوروبا بعد اتفاق صيني إيطالي لتنفيذ حملة تطهير صينية بدأت في عام 2011. كان الثالوث نشطاً في إيطاليا بوجه عام وفي مدينة توسكانا، وفينيتو وروما وميلانو بوجه خاص، وفي فرنسا وإسبانيا ومدينة نويس الألمانية أيضا. وجه للمتهمين لائحة اتهام تتضمن الابتزاز والربا والمقامرة غير القانونية والدعارة وتجارة المخدرات. ذكرت وسائل الإعلام أيضا تسلل الثالوث في قطاع النقل وتورطهم في أعمال ابتزاز وتهديد ضد الشركات الصينية التي تنقل البضائع براً إلى أوروبا، وهو الأمر الذي أكدته الشرطة لاحقا، بعد الكشف عن العديد الشركات والحسابات البنكية التي تدير تلك المنظومة.
وفقا لأنطونيو دي بونيس، خبير في شئون المنظمات الإرهابية وجرائم المافيا المنظمة، توجد علاقة وثيقة بين عصابات الثلاثيات وكامورا ومسئولين في ميناء نابولي الذي يعد أهم نقطة إنزال للتجارة التي يديرها الصينيون بالتعاون مع عصابات الكامورا. تعمل المنظمتان أيضا في الاتجار بالبشر، والهجرة غير الشرعية التي تهدف إلى الاستغلال الجنسي داخل إيطاليا، وتجارة المخدرات وعمليات غسيل الأموال بإدخالها سوق العقارات.
في عام 2017، اكتشفت عناصر الشرطة مخططاً بين عصابات الكامورا والثالوث عبارة عن تصدير النفايات الصناعية من إيطاليا إلى الصين، مما يضمن عائدات بملايين الدولارات لكلا المنظمتين. كشف المخطط خط سير النفايات التي شحنت من براتو في إيطاليا ووصلت إلى هونغ كونغ في الصين.

## الأنشطة الإجرامية
تنخرط عصابة الثلاثيات في مجموعة متنوعة من الأنشطة الإجرامية الاحتيال، والابتزاز، والحماية غير المشروعة، والقتل، والاعتداء، والابتزاز، والقتل المأجور، والاتجار بالبشر، والدعارة، والمقامرة غير القانونية، ومرابي القروض، والتزوير، وانتهاك حقوق التأليف والنشر، والاختطاف، والسرقة، وصناعات الأفلام والموسيقى في هونغ كونغ، والاتجار بالمخدرات، الفساد السياسي، وغسيل الأموال، تهريب الأسلحة، الاحتيال في مجال الرعاية الصحية، الاحتيال عبر الإنترنت، وتهريب السلع وتقليدها كاسطوانات الموسيقى والفيديو والبرمجيات والملابس والساعات والمال.

### تجارة المخدرات
منذ أول حظر للأفيون في القرن التاسع عشر، انخرطت المنظمات الإجرامية الصينية في تجارة المخدرات غير المشروعة. تحولت العديد من عصابات الثلاثيات من الأفيون إلى الهيروين، المصنع من نبات الأفيون في المثلث الذهبي وتحويله إلى هيروين في الصين والاتجار به في كلا من أمريكا الشمالية وأوروبا في فترة الستينيات والسبعينيات. اشتهر في ذلك الوقت عصابتي 14 كيه وتاي هيون شاي. بدأت الثلاثيات في تهريب المواد الكيميائية من المصانع الصينية إلى أمريكا الشمالية لإنتاج الميثامفيتامين وإلى أوروبا لإنتاج عقار إم دي إم إيه.
تقوم عصابة ثلاثيات الولايات المتحدة بنقل كميات كبيرة من الكيتامين.

### التزوير
توسعت الثلاثيات في عمليات التزوير منذ ثمانينيات القرن التاسع عشر. فبعد مشاركتهم في تزوير العملة، غالبا عملة 50 سنتا في هونغ كونغ خلال فترة الستينيات والسبعينيات، تطرقوا إلى تزوير الكتب باهظة الثمن لبيعها في السوق السوداء.
مع تحسن مستوى دخل الفرد وظهور التكنولوجيا الجديدة، بدأت عصابات الثلاثيات في تزوير المزيد من السلع مثل الساعات، وأقراص الفيديو المدمجة وأقراص الحاسب الآلي، الملابس والحقائب.

### الاحتيال في مجال الرعاية الصحية
في عام 2012، أعلنت الشرطة اليابانية القبض على أربعة من أعضاء الثالوث بتهمة الإحتيال في مجال الرعاية الصحية في اليابان.

## الهيكل والتكوين
تستخدم الثلاثيات رموزا رقمية لتمييز الرتب والمكانة داخل العصابة، تستوحى الأرقام من علم الأعداد الصيني وتستند إلى ايجنغ. يحمل الجبل أو سيد التنين أو رأس التنين رقم 489، بينما يحمل نائب رئيس الجبل رقم 438، أما رتبة صندل القش يحمل رقم 432.
ترى قوى تنفيذ القانون ووكالات الاستخبارات أن الطليعة تمتلك أعلى سلطة أو كلمة أخيرة. يحمل القائد العسكري المعروف أيضا باسم القطب الأحمر والمشرف على العمليات الدفاعية والهجومية، رقم 426، بينما يحمل الجندي رقم 49.
يحمل الأعضاء غير المبتدئين لقب الفانوس الأزرق، أي ما يعادل شركاء المافيا ولا يحملون أي أرقام مميزة. صرح الصحفي ليون بيتا جوميز دا كوستا بعد إجراءه العديد من المقابلات مع عصابة الثلاثيات والسلطات في هونغ كونغ أن الهيكل الحالي عبارة عن تسلسل هرمي غامض ومنخفض وأن الرتب والمناصب التقليدية لم تعد موجودة.

## الطقوس
على غرار البلطجية الهنود أو الياكوزا اليابانية، يشارك أعضاء الثالوث في احتفالات البدء قبل الإنضمام إلى العصابة. تقام مراسم نموذجية في مذبح مخصص لجوان يو، مع البخور والتضحية الحيوانية عادة ما تكون دجاجة أو خنزير أو ماعز. بعد شرب خليط من النبيذ والدم من الحيوان، يمر العضو تحت قوس من السيوف أثناء تلاوة قسم الثالوث. يحرق الورق الذي كتب عليه القسم على المذبح لتأكيد التزام العضو بأداء واجباته تجاه الآلهة. ترفع ثلاثة أصابع من اليد اليسرى كبادرة ربط. يقسم العضو الجديد بما يقرب من 36 قسما قبل الإنضمام.

## العصابات

### عصابات في هونغ كونغ
تعتبر الثلاثيات التالية أقوى ثلاثيات مدينة هونغ كونغ:
- 14 كيه
- صن يي أون
- تاي هوين تشاي
- وو شينغ وو
- شوي فونغ
- وو هوب تو
- مجموعة ليون

### عصابات في مختلف المدن
هاجر العديد من أعضاء الثلاثيات إلى تايوان والمجتمعات الصينية في جميع أنحاء العالم:
- اتحاد الخيزران، تايوان
- عصابة البحار الأربعة، تايوان
- تيان تاو منغ، تايوان
- سونغ ليان قانغ، تايوان
- لو فو تشو، تايوان
- سيو سام أونغ، ماليزيا
- آنج سون تونج، سنغافورة
- واه كي، سنغافورة
- تشي هن، سنغافورة
- بينغ أون، بوسطن
- واه تشينج، سان فرانسيسكو
- بلاك دراغونز، لوس أنجلوس
- التنين الطائر، مدينة نيويورك
- ظل الأشباح، مدينة نيويورك
- جرين دراجونز، مدينة نيويورك
- النمور البيضاء، مدينة نيويورك
- آه كونج، أمستردام، بانكوك
- بلاك جايد، تكساس
- الشركة، أستراليا، ماكاو.[29]

### عصابة تونج
على غرار عصابات الثلاثيات، نشأت عصابة التونج بشكل مستقل في مجتمعات المهاجرين الصينين الأوائل. تعني الكلمة النادي الإجتماعي، ولا تعتبر منظمة سرية مثل الثلاثيات. تشكلت أول عصابة تونج خلال النصف الثاني من القرن التاسع عشر بين الأفراد المهمشين من المجتمعات الصينية الأمريكية بغرض توفير الدعم للأعضاء والحماية من أتباع القومية.
على غرار الثلاثيات، تم إنشاء العصابة دون دوافع سياسية واضحة وانخرطت في العديد من الأنشطة الإجرامية مثل الابتزاز، والمقامرة غير القانونية، والاتجار بالمخدرات والبشر، والقتل والدعارة.

### جنوب شرق آسيا
عززت العصابة تواجدها أيضا في المجتمعات الصينية في جميع أنحاء جنوب شرق آسيا. عندما أصبحت ماليزيا وسنغافورة مستعمرات تابعة للتاج الملكي. سيطرت عصابات الثلاثيات على المجتمعات المحلية وبدأت بفرض أموال حماية وانخرطت في العديد من الأنشطة الإجرامية مثل الابتزاز، والمقامرة غير القانونية، والاتجار بالمخدرات والبشر، والقتل والدعارة.
أقام الكثير من أعضاء العصابة طقوس الدم مثل شرب دماء بعضهم البعض كعلامة على الأخوة.
بسبب الجهود الحكومية في ماليزيا وسنغافورة، تلاشت المجتمعات إلى حد كبير عن الحياة العامة وقلت أنشطتها الإجرامية.
عززت الثلاثيات تواجدها أيضا في المدن الفيتنامية ذات المجتمعات الصينية الكبيرة وخاصة مجتمعات الكانتونية والتيوشو. خلال فترة الاستعمار الفرنسي، خضعت العديد من الشركات والأثرياء المقيمين في سايغون خاصة في منطقة الحي الصيني وهايفونغ لعصابات الثلاثيات.
مع استقلال فيتنام في عام 1945، انخفض نشاط الجريمة المنظمة بشكل كبير حيث قامت حكومات هو شي منه بإعلان الحرب على النشاط الإجرامي في البلاد. وفقا لهو، كانت الحرب على الجريمة وسيلة لحماية فيتنام وشعبها.
خلال حرب الهند الصينية الأولى، ركزت قوات شرطة هو على حماية الناس في المنطقة من الجريمة، تعاون الفرنسيون مع المنظمات الإجرامية لمحاربة فيت مين.
في عام 1955، أمر الرئيس نغو دينه ديم الجيش الفيتنامي الجنوبي بنزع سلاح مجموعات الجريمة المنظمة وسجنها في منطقة بين هوا وفنغ تاو ومدن مثل ماي تو وكن تاه في دلتا ميكونغ. حظر ديم أيضا بيوت الدعارة، وصالونات التدليك، والكازينوهات، ودور القمار، وأوكار الأفيون، والحانات، ودور المخدرات، والنوادي الليلية وجميع المؤسسات التي يرتادها الثلاثي. ومع ذلك، سمح ديم للنشاط الإجرامي بتمويل محاولاته للقضاء على فيت مين في الجنوب.
في الشمال كان تطيبق القانون أكثر صرامة مع تشديد الرقابة والرصد للأنشطة الإجرامية. قامت حكومة جمهورية فيتنام الديمقراطية بشن حملات للقبض على أعضاء المنظمات الإجرامية، بما في ذلك الثلاثيات، في جميع أنحاء البلاد وخصوصا منطقتي هايفونغ وهانوي. بضغط من شرطة هو تشي مينه، كان على المنسبين للثلاثيات الاختيار بين الإلغاء أو الشرعية.
خلال حرب فيتنام، أعلنت الحكومة نجاحها في القضاء على الثلاثيات في الشمال، بينما في الجنوب أدى الفساد في جمهورية فيتنام إلى حماية أنشطتهم غير القانونية وسمح لهم بالسيطرة على المساعدات الأمريكية. خلال سبعينيات وثمانينيات القرن الماضي، أعلنت الشرطة الفيتنامية نجاحها في القضاء على جميع الأنشطة الصينية الفيتنامية غير القانونية. أجبرت تلك السياسات معظم الأعضاء على الفرار إلى تايوان أو هونغ كونغ أو دول أخرى في جنوب شرق آسيا.

### الأنشطة الدولية
عززت عصابات الثلاثيات أيضًا وجودها في مناطق أخرى بها أعداد كبيرة من الصينيين المغتربين مثل ماكاو، وتايوان، وهونج كونج، والولايات المتحدة، وكندا، واليابان، وأستراليا، والمملكة المتحدة، وألمانيا، وفرنسا، وإيطاليا، والبرازيل، وبيرو، والأرجنتين. غالبًا ما تشارك العصابات في تهريب المهاجرين. في عام 2007، قدر شانتي وميشرا، أن الأرباح السنوية من المخدرات تجاوزت حد 200 مليار دولار، وأن العائدات السنوية من الاتجار بالبشر إلى أوروبا والولايات المتحدة تتجاوز 3.5 مليار دولار.
في أستراليا، كان المستورد الرئيسي للمخدرات غير المشروعة في العقود الأخيرة عصابة الشركة، تكتل إجرامي يديره زعماء الثالوث، يركز التكتل بشكل خاص على استيراد الميثامفيتامين والكوكايين وغسيل الأموال للمقامرين المرتادين على نادي كراون في أستراليا وماكاو.

## التدابير المضادة

### قوى تنفيذ القانون

#### هونغ كونغ
أنشأت شرطة هونغ كونغ مكتب الجريمة المنظمة والثالوث (OCTB) كقسم داخلي مسئول عن مكافحة الجريمة المنظمة بالتعاون مع مكاتب المخدرات، ومكاتب الجرائم التجارية، وإدارة الجمارك، وإدارة الهجرة والهيئة المستقلة لمكافحة الفساد لمعالجة المعلومات لمواجهة قادة الثالوث.
ذكرت مجلة فورين بوليسي في عددها الصادر في أغسطس 2019، تورط ثالوث في قمع احتجاجات هونج كونج.

#### كندا
تأسست وحدة البنادق والعصابات في شرطة تورنتو للتعامل مع عصابات الجريمة المنظمة في المدينة ومن بينها عصابة الثلاثيات. بعد أن كانت وحدة العصابات الآسيوية التابعة لشرطة مترو تورنتو هي المسؤولة عن التعامل مع عصابة الثالوث. بررت الشرطة تأسيس الوحدة الجديدة بأن العصابات العرقية تحتاج لوحدة أكبر بإمكانيات أعلى للتعامل معها.
على المستوى الوطني (في بعض الأحيان على مستوى المقاطعات)، يتولى فرع الجريمة المنظمة التابع لشرطة الخيالة الكندية الملكية مسؤلية التحقيق في الأنشطة المتعلقة بالعصابات (بما في ذلك الثلاثيات). كما تعمل وحدة الجريمة المنظمة التابعة لوكالة خدمات الحدود الكندية مع شرطة الخيالة الكندية الملكية لاعتقال أعضاء الثالوث غير الكنديين.
يوفر قانون الجريمة المنظمة وإنفاذ القانون أداة لقوات الشرطة في كندا للتعامل مع النشاط الإجرامي المنظم. صرحت قوى إنفاذ القانون تمكز أعضاء العصابات الآسيوية في العديد من المدن خصوصا تورونتو، وفانكوفر، وكالغاري وإدمونتون، وصنفت مجموعات الجريمة المنظمة الآسيوية في المرتبة الرابعة بين أكبر مشاكل الجريمة المنظمة في كندا، بعد نوادي الدراجات النارية الخارجة عن القانون، وجماعات الجريمة من السكان الأصليين وجماعات الجريمة الهندية الكندية.
في عام 2011، قدرت الحكومة الكندية سيطرة عصابة الثالوث على 90% تقريبا من تجارة الهيروين في منطقة فانكوفر، كولومبيا البريطانية. تعتبر فانكوفر من أهم المناطق الإستراتيجية في البلاد لكونها نقطة دخول أغلب الهيروين المنتج في جنوب شرق آسيا إلى أمريكا الشمالية. في الفترة ما بين عامي 2006- 2014 قدرت نسبة الوفيات المتسبب فيها عصابة الثالوث ما يقرب من 21% من وفيات العصابات في كولومبيا البريطانية خلف عصابة القوقازيين المسئولة عن 46.3% من وفيات العصابات.

### التشريع
سنت الحكومة الصينية قوانين لمواجهة الثلاثيات من بينهم قانون الجمعيات وقانون الجرائم المنظمة والخطيرة. سن الأول في عام 1949 بغرض حظر الثلاثيات في هونغ كونغ وينص على:
«يغرم أي شخص يدان أن له علاقة مع عصابة الثالوث بغرامة تصل إلى مليون دولار هونغ وكونغ والسجن لمدة تصل إلى 15 عام».
أما الثاني فسن عام 1974 وأعلن تاسيس اللجنة المستقلة لمكافحة الفساد. استهدفت اللجنة الفساد في أقسام الشرطة المرتبطة بجرائم الثلاثيات، وأعلنت أن الانضمام للثالوث جريمة يعاقب عليها القانون بغرامات تتراوح ما بين 100,000- 250,000 دولار هونغ كونغ مع فترة سجن تتراوح ما بين 3- 7 سنوات بموجب مرسوم صدر في عام 1994.

## أعضاء بارزين
- مجموعة تشان تشيونغ.[42]
- تشي كوك لونج.[43]
- وونغ لون فات.[44]
- مارك هو.[45]

## وصلات خارجية
- عصابات آسيا المنظمة.
- الجريمة المنظمة في الصين.
- المجتمعات السوداء والجريمة المنظمة الشبيهة بجرائم الثالوث في الصين.
- الجريمة المنظمة في دول شرق آسيا والمحيط الهادئ.
- الأنشطة الدولية لمنظمات الجريمة الصينية.
- جرائم السوق السوداء في الصين.
- وثائقي عن الجريمة المنظمة في الصين الكبرى.